# Ryan Kelley
Ryan Jonathan Kelley (Glen Ellyn, Illinois, 31 de agosto de 1986) é um ator norte-americano. Ele é mais conhecido pelos fãs mundialmente por interpretar o policial "Jordan Parrish" na série de televisão "Teen Wolf"  da MTV; e também como "Ryan James" na primeira e segunda temporadas da série de televisão "Smallville".

## Biografia
Ryan nasceu e cresceu em Glen Ellyn, subúrbio de Chicago. É o quinto numa família de catorze irmãos, sendo que nove são adotados.

## Carreira de ator
Kelley tem se tornando conhecido também por seu papel como Ben Tennyson na série de filmes "Ben 10" para o Cartoon Network. Ryan teve um papel de apoio importante no filme "Stolen Summer", que foi feito durante a série de documentários "Project Greenlight". Já apareceu em mais de 50 comerciais, sendo que o primeiro foi aos dois anos de idade em 1988.
Em 2006, teve um papel no filme "Cartas de Iwo Jima"; depois em 2009 protagonizou um homossexual que passou por uma fase de descobrimento sobre sua sexualidade no filme "Orações Para Bobby".
Em 2014, passou a integrar o elenco da parte dois da terceira temporada (no episódio 13 da terceira temporada) da série de televisão "Teen Wolf", exibida pela MTV, como o policial e Hellhound chamado Jordan Parrish, que se tornou um muito querido pelo público. O Ryan Kelley seguiu no papel até 2017, quando participou da sexta e última temporada da série.

## Filmografia
| Filmes      | Filmes                                      | Filmes                                      | Filmes                                               |
| Ano         | Título Original                             | Título (Brasil)                             | Papel                                                |
| ----------- | ------------------------------------------- | ------------------------------------------- | ---------------------------------------------------- |
| 1995        | Roommates                                   | Dupla Sem Par                               | Mo                                                   |
| 1999        | Charming Billy                              | Charming Billy                              | Duane (jovem)                                        |
| 2002        | Stolen Summer                               | Stolen Summer                               | Seamus O'Malley                                      |
| 2002        | Stray Dogs                                  | Stray Dogs                                  | J. Fred Carter                                       |
| 2004        | Mean Creek                                  | Quase Um Segredo                            | Clyde                                                |
| 2004        | The Dust Factory                            | Surpresas da Vida                           | Ryan Flynn                                           |
| 2006        | Outlaw Trail: The Treasure of Butch Cassidy | Outlaw Trail: The Treasure of Butch Cassidy | Roy                                                  |
| 2006        | Letters from Iwo Jima                       | Cartas de Iwo Jima                          | Fuzileiro Naval                                      |
| 2007        | Still Green                                 | Still Green                                 | Alan                                                 |
| 2009        | Prayers for Bobby                           | Orações Para Bobby                          | Bobby Griffith (para TV)                             |
| 2009        | Mending Fences                              | Mending Fences                              | Chuck Bentley (para TV)                              |
| 2009        | Ben 10: Alien Swarm                         | Ben 10: Invasão Alienígena                  | Ben Tennyson (para TV)                               |
| 2012        | Shattered Silence                           | Shattered Silence                           | Mark Carey                                           |
| Televisão   |                                             |                                             |                                                      |
| Ano         | Título                                      | Papel                                       | Episódios                                            |
| 1998        | Early Edition                               | Tom Stone                                   | 1 episódio                                           |
| 2002        | Smallville                                  | Ryan James                                  | 2 episódios                                          |
| 2005        | Boston Legal                                | Stuart Milch                                | 1 episódio                                           |
| 2008        | Cold Case                                   | Curt Fitzpatrick                            | 1 episódio                                           |
| 2008        | Terminator: The Sarah Connor Chronicles     | Derek (aos 15)                              | 1 episódio                                           |
| 2008        | Women's Murder Club                         | Charlie Gifford                             | 1 episódio                                           |
| 2009        | Ghost Whisperer                             | Devin Bancroft                              | 1 episódio                                           |
| 2009        | Law & Order: Special Victims Unit           | Enzo Cooke                                  | 1 episódio                                           |
| 2014 - 2017 | Teen Wolf                                   | Jordan Parrish / Hellhound                  | Recorrente; a partir do episódio 13ª da 3ª temporada |

## Prêmios e indicações
| Prêmios | Prêmios   | Prêmios                   | Prêmios       | Prêmios          |
| Ano     | Resultado | Premiação                 | Categoria     | Título           |
| ------- | --------- | ------------------------- | ------------- | ---------------- |
| 2005    | Venceu    | Independent Spirit Awards | Melhor Elenco | Quase Um Segredo |
| 2007    | Venceu    | Independent Spirit Awards | Melhor Elenco | Still Green      |